# Município Dembos
Município Dembos är en kommun i Angola.   Den ligger i provinsen Bengo, i den nordvästra delen av landet, 150 km öster om huvudstaden Luanda.
I omgivningarna runt Município Dembos växer huvudsakligen savannskog. Runt Município Dembos är det ganska glesbefolkat, med 23 invånare per kvadratkilometer.